# Pomnik Bohaterów Ziemi Białostockiej w Białymstoku
Pomnik Bohaterów Ziemi Białostockiej – pomnik o wysokości około 22 m znajdujący się w Białymstoku, na terenie parku Centralnego, naprzeciwko placu Niezależnego Zrzeszenia Studentów. Upamiętnia poległych i pomordowanych za wolną Polskę mieszkańców Białostocczyzny.

## Historia pomnika

### Architektura
Pomnik Bohaterów Ziemi Białostockiej składa się z 9 strzelistych, wysokich na 17 metrów kolumn z betonu, złączonych ze sobą monumentalną miedzianą koroną drzew, gdzie umieszczono w niej niby w gnieździe orła z rozpostartymi skrzydłami. Pomnik odsłonięto 18 października 1975. Zaprojektowany został przez prof. B. Chmielewskiego i M. Zbichorskiego.

### Otoczenie
Monument jest umieszczony na terenie Parku Centralnego mieszczącego się u zbiegu ulic: Józefa Marjańskiego, Konstantego Kalinowskiego oraz placu Niezależnego Zrzeszenia Studentów (dawniej plac Uniwersytecki).
Zachodnią pierzeję Placu stanowi socrealistyczny gmach wzniesiony w 1954 roku z przeznaczeniem na siedzibę Wojewódzkiego Komitetu PZPR. Obecnie budynek zajmowany jest przez Uniwersytet w Białymstoku.